# البطولة الوطنية التونسية 1986–87
الدوري التونسي لكرة القدم 1986-1987 هو الموسم رقم 32 من الرابطة التونسية المحترفة الأولى لكرة القدم. أفضل 16 ناديا تونسيا يلعبون فيما بينهم ذهابا وإيابا.

فاز بهذا الموسم النجم الرياضي الساحلي، وجاء ثانيا النادي الأفريقي وثالثا الترجي الرياضي التونسي.